# SummerSlam 1995
SummerSlam 1995 è l'ottavo evento annuale prodotto dalla World Wrestling Federation, in pay-per-view. L'evento si svolse il 27 agosto 1995 alla Pittsburgh Civic Arena di Pittsburgh, Pennsylvania.

## Storyline
Dopo aver vinto il torneo King of the Ring, Mabel, puntò al titolo massimo WWF detenuto da Diesel. Durante il Lumberjack match di Diesel con Sycho Sid a In Your House 2, Mabel intervenne, gettando Diesel sui gradini del ring. Nonostante la sua interferenza, Diesel mantenne il titolo, schienando Sid dopo un big boot. In seguito Diesel affrontò Mo, manager, nonché compagno di coppia di Mabel, che apparve a bordo ring, distraendo Diesel. Pochi istanti dopo, Shawn Michaels arrivò a bordo ring per supportare Diesel. Il campione WWF vinse il match, e Mabel lo attaccò con una clothesline e un leg drop. Poi attaccò Michaels, causandogli un lieve infortunio che gli impedì di far coppia con l'amico Kevin Nash per il match di coppia contro i Men On a Mission. British Bulldog si offrì di affiancare Diesel, in sostituzione di Shawn Michaels, ma durante l'incontro, Smith si rivoltò contro Diesel e si schierò con Men on a Mission, portando ad un assalto tre contro uno del campione. L'inglese diventò un heel ed entrò a far parte della scuderia di Jim Cornette, che aveva già tra i suoi assistiti i campioni di coppia Owen Hart e Yokozuna. Questi ultimi avrebbero dovuto difendere le loro cinture in un match, poi cancellato, a SummerSlam, proprio contro British Bulldog e Lex Luger, allora in tag team come Allied Powers. In quell'incontro era programmato il turn heel di Davey Boy Smith ai danni del suo compagno di coppia a favore dei campioni, ma la WWF rimosse tutto poiché Lex era da tempo determinato a tornare in WCW, insoddisfatto dal suo utilizzo nella federazione di Stamford. La WWF acconsentì al rilascio ma impiegò Luger come special enforcer nel match per il titolo WWF tra Diesel e Mabel.
Ad In Your House 2 Shawn Michaels diventò campione intercontinentale per la terza volta battendo Jeff Jarrett, al suo ultimo match in WWF. Avrebbe dovuto difendere il titolo contro Sycho Sid, per terminare una faida iniziata dopo Wrestlemania XI, quando HBK accusò Sid, in quel momento sua guardia del corpo, di essergli costato il match per il titolo WWF contro Diesel. Sid lo aggredì e Michaels fu salvato dall'intervento di Kevin Nash, con cui appianò le divergenze che duravano dalle Survivor Series del 1994. Senza una particolare ragione, Sid venne sostituito da Razor Ramon e la WWF ripropose il Ladder match tra the Bad Guy e Michaels disputatosi a Wrestlemania X, con quest'ultimo stavolta a difendere la cintura e Razor come sfidante.
Undertaker continuò la sua faida con la Milion Dollar Corporation di Ted DiBiase, cominciata ad inizio anno in corso. Dopo aver battuto I.R.S. alla Royal Rumble e King Kong Bundy a WrestleMania XI, fu il turno di Kama, colui che riuscì a rubare l'urna delle ceneri dalle mani di Paul Bearer mentre il deadman era impegnato ad affrontare Bundy a WrestleMania. Questi poi fuse l'urna trasformandola in una lunga catena d'oro, che indossò poi al collo ad ogni ingresso che effettuava sul ring. Seguono poi incontri che Kama sosteneva contro i lottatori locali, con Undertaker a fargli trovare sul ring a fine match una corona nera. A King of the Ring, Kama fece perdere al becchino il match dei quarti di finale contro Mabel, che vinse il torneo. Durante il match, Kama scagliò il deadman contro l'arbitro, permettendo a Mabel di eseguire un leg drop su di lui e vincere l'incontro. La federazione impose la resa dei conti tra i due proponendo la stipulazione del Casket match.

## Evento
Il main event di questa edizione di SummerSlam fu l'incontro per il titolo WWF Championship tra Diesel e King Mabel. Diesel mantenne la cintura, schienando Mabel dopo una clothesline dalla seconda corda. Al termine dell'incontro, Davey Boy Smith si presentò per aiutare Diesel contro gli ex Men on a Mission, ma effettuò un turn heel attaccando il campione WWF insieme a Mabel e Mo. Ci furono altri tre incontri maggiormente pubblicizzati rispetto agli altri: The Undertaker sconfisse Kama, componente della Million Dollar Corporation di Ted DiBiase, in un Casket match; Bret Hart sconfisse Isaac Yankem, DDS per squalifica quando Yankem e Jerry Lawler attaccarono insieme Hart. Il terzo match vide confrontarsi Shawn Michaels e Razor Ramon in un feud con in palio il WWF Intercontinental Championship. I due si scontrarono in un Ladder match, vinto da Michaels che mantenne il titolo. L'incontro è spesso indicato come uno dei migliori mai disputati in WWF/E.
Il pay-per-view ricevette uno share televisivo dello 0.9, equivalente a circa 205,000 acquirenti nel 1995. Anche se l'indice di gradimento fu superiore a quello dell'ultimo pay-per-view In Your House 2: The Lumberjacks svoltosi il mese precedente, fu molto inferiore rispetto a quello di SummerSlam del 1994.

## Risultati
| # | Incontri | Stipulazioni                                          | Durata |
| - | --- | ----------------------------------------------------- | ------ |
| 1 | Hakushi ha sconfitto The 1-2-3 Kid                                                                                | Single match                                          | 09:27  |
| 2 | Hunter Hearst Helmsley ha sconfitto Bob Holly                                                                     | Single match                                          | 07:10  |
| 3 | The Smoking Gunns (Billy e Bart Gunn) hanno sconfitto The Blu Brothers (Jacob Blu e Eli Blu) (con Uncle Zebekiah) | Tag Team match                                        | 06:09  |
| 4 | Barry Horowitz ha sconfitto Skip (con Sunny)                                                                      | Single match                                          | 11:21  |
| 5 | Bertha Faye (con Harvey Wippleman) ha sconfitto Alundra Blayze (c)                                                | Single match per il WWF Women's Championship          | 04:37  |
| 6 | The Undertaker (con Paul Bearer) ha sconfitto Kama (con Ted DiBiase)                                              | Casket match                                          | 16:26  |
| 7 | Bret Hart ha sconfitto Isaac Yankem, D.D.S. per squalifica                                                        | Single match                                          | 16:07  |
| 8 | Shawn Michaels (c) ha sconfitto Razor Ramon                                                                       | Ladder match per il WWF Intercontinental Championship | 25:03  |
| 9 | Diesel (c) ha sconfitto King Mabel (con Sir Mo)                                                                   | Single match per il WWF Championship                  | 09:14  |